# 方位格
方位格（英語：locative case，缩写： LOC），也称位置格、處所格、處格、第六格，是指示方位的格。它含糊對應於英語前置詞“in”、“on”、“at”和“by”。方位格同方向格（lative case）和分離格（separative case）一起屬於普通局部格。

## 在各種語言中的方位格
方位格存在於很多語言中。

### 印歐語言
原始印歐語有表達狀語功能的“在什么位置”的方位格。詞尾依賴於詞幹的最后元音(輔音，a-、o-、i-、u-詞幹)和數(單數或複數)。后來方位格趨向合并於其他格: 屬格或與格。某些后代語言把它保留為獨立的格。方位格可見於:
- 現代波羅的-斯拉夫語言(參見前置格)。
- 某些古典印歐語言，特別是梵語和古拉丁語。
- 在特定現代印欧語言中的罕見的古老或文學用法(比如在馬拉地語，但所分立的離格還是消失了)。

#### 拉丁語
方位格的使用在古典拉丁語中相當常見，用來指示在什么位置(我們可以對位置名前綴上“at”或“in”)，這相反於“到哪里”(我們可以對名字前綴上“to”)。(“在羅馬”漫步不同於“到羅馬”漫步)。
第一變格方位格是迄今為止最常用的，因為很多羅馬方位名字是第一變格的: 通常是單數(Roma“Rome”，Hibernia“Ireland”因此是 Romae“at Rome”，Hiberniae“at Ireland”)，但有些是複數(Athenae“Athens”，Cumae“Cuma”因此是 Athenis“at Athens”，Cumis“at Cumae”)。但是一些第二變格名字也有方位格(Brundisium“Brundisi”，Eboracum“York”有方位格 Brundisi“at Brundisium”，Eboraci“at York”等。還有拉丁語focus(“hearth”，象征性用於任何社會關注中心，有方位格foci“at the hearth”。)第三、第四和第五變格方位名很少或沒有方位格，但是第四變格的 domus“home”的方位格是非常周知的 domi“at home”。

## 引用
- Buck, Carl Darling. . Chicago, Illinois: The University of Chicago Press. 1933.

## 外部連結
- Lokativ in Russian language (in Russian) （页面存档备份，存于）